# Управление на съдържанието
Управлението на съдържанието (на английски: content management, CM или Content governance) е  процесът на събиране, управление и мениджмънт на информация от всеки формат по отношение на уеб, мобилно и дигиталното съдържание. 
Системите за упревление на съдържанието са софтуерни платформи. 
При професионалните Системите за управление на съдържанието са налице процеси и технологии, които се използват за поддържане на жизнения цикъл на цифровата информация  . 
В действителност практиките и процесите за управление на съдържанието зависят от целта и вижданията на текста и организацията.  
Примери за системи за управление на съдържанието са уеб CMS-и за уебсайтове, самата система на Уикипедия, и много често системи публикуване на журналистическа информация и новини, както и социалните мрежи (на английски: Social media content management).

## Системи за управление на съдържанието
Системите за управление на съдържанието предоставят инструменти за изпълнение на всяка една от стъпките, през които преминава елемент на съдържанието по време на неговото дигитално съществуване. Управлението на съдържанието е основно процес на съвместна работа. Той обикновено се играе от предварително определени функционери. Много често се дефинират пет такива роли, когато всеки потребител на системата за управление на съдържанието се класифицира в поне една от ролите:
- Автор / създател – отговарящ за създаването и редактирането на ново съдържание или всеки, който има разрешение да създава ново съдържание.
- Редактор – отговорен за подобряването (подобряването и тестването) на създаденото в системата съдържание, а понякога и на съответния стил на подаване.
- Издател – отговаря за одобряването или пускането на съдържание за използване от други потребители след редактирането.
- Администраторът – отговарящ за правилното функциониране на системата и обработва работата и поддръжката на системата. Системният администратор обикновено не управлява самото съдържание, а само технологичните системи и настройките, които ги поддържат.
- Потребителят – крайният потребител, който чете или гледа цифровото съдържание, изпратено от системата за управление на съдържанието след публикуването им.

## Видове системи за управление на съдържанието
- Системи за управление на уебсайтове
  - Системи за управление на съдържанието, предназначени за уеб сайтове за новини и пресата
- Социални медии и търсачки
  - Системи за персонализиране и маршрутизиране на съдържание за юзъри и абонати (Personalized content)
- Системи за управление на документи (клауд)
- Системи за работен процес